# Tibouchina clavata
Tibouchina clavata là một loài thực vật có hoa trong họ Mua. Loài này được (Pers.) Wurdack miêu tả khoa học đầu tiên năm 1960.